# Едмънд Малоун
Едмънд Малоун (на английски: Edmond Malone) е ирландски писател и адвокат. Редактор е на някои творби на Уилям Шекспир. Понякога първото му име се произнася като Едмунд.

## Биография
Роден е в Дъблин, син е на ирландския депутат и съдия Едмънд Малоун. Учи в Тринити Колидж. След като баща му умира през 1774 г., Малоун отива в Лондон, където влиза в артистични и литературни кръгове. Той често посещава Самюъл Джонсън и Джеймс Босуъл. Завързва приятелство с художника сър Джошуа Рейнолдс, който по-късно прави негов портрет. Днес този портрет се намира в Националната галерия за портрети в Лондон.
Пише няколко книги за живота и творбите на Шекспир, сред които Attempt to ascertain the Order in which the Plays of Shakespeare were written (1778).
Умира на 25 април 1812 г. в Лондон, Великобритания.